# Little Secrets (película)
Little Secrets (titulada El rincón de los secretos en España y La guardadora de secretos en México) es una película estadounidense de 2001 dirigida por Blair Treu. Está protagonizada por Evan Rachel Wood, Michael Angarano, David Gallagher, Vivica A. Fox, Jan Gardner y Rick Macy. La película se estrenó el 17 de octubre de 2001 en el Festival de Cine de Heartland en Estados Unidos.

## Sinopsis
Emily (Evan Rachel Wood) es una joven violinista que se pierde las vacaciones de verano con sus amigas del campamento porque se quiere presentar a unas pruebas de admisión para una orquesta sinfónica. El verano se le está haciendo más pesado de lo que esperaba, ya que su madre (Jan Gardner) está embarazada y parece mucho más preocupada por el nuevo bebé que está en camino que por ella. Aburrida por la situación, decide montarse su propio negocio: cobra 50 centavos por cada secreto que guarda a los niños del vecindario.

## Reparto
- Evan Rachel Wood – Emily Lindstrom
- Michael Angarano – Philip Lenox
- David Gallagher – David Lenox
- Vivica A. Fox – Pauline
- Jan Gardner – Caroline Lindstrom
- Rick Macy – Eddie Lindstrom

- Datos: Q2612911